# Sankt Georgen ob Judenburg
Sankt Georgen ob Judenburg ist eine Gemeinde mit 841 Einwohnern (Stand 1. Jänner 2024) im österreichischen Bundesland Steiermark. Die Gemeinde liegt im Gerichtsbezirk Judenburg.

## Geografie
Sankt Georgen ob Judenburg liegt am Oberlauf der Mur, zwischen Judenburg und Unzmarkt-Frauenburg. Direkt südlich des Ortes (Seehöhe 734 m) steigt die Seetaler Alpe an (Zirbitzkogel 2396 m; Truppenübungsplatz und Wetterradar). Die Friesacher Straße (die ehemalige Bundesstraße B317) nach Kärnten und Triest führt an ihrer Westflanke zum Neumarkter Sattel (1000 m) hinauf.

### Gemeindegliederung
Das Gemeindegebiet umfasst folgende vier Ortschaften (in Klammern Einwohnerzahl Stand 1. Jänner 2024):
- Pichlhofen (195)
- Sankt Georgen ob Judenburg (381)
- Scheiben (171)
- Wöll (94)

Die Gemeinde besteht aus den Katastralgemeinden Pichlhofen, St. Georgen, Scheiben und Wöll.

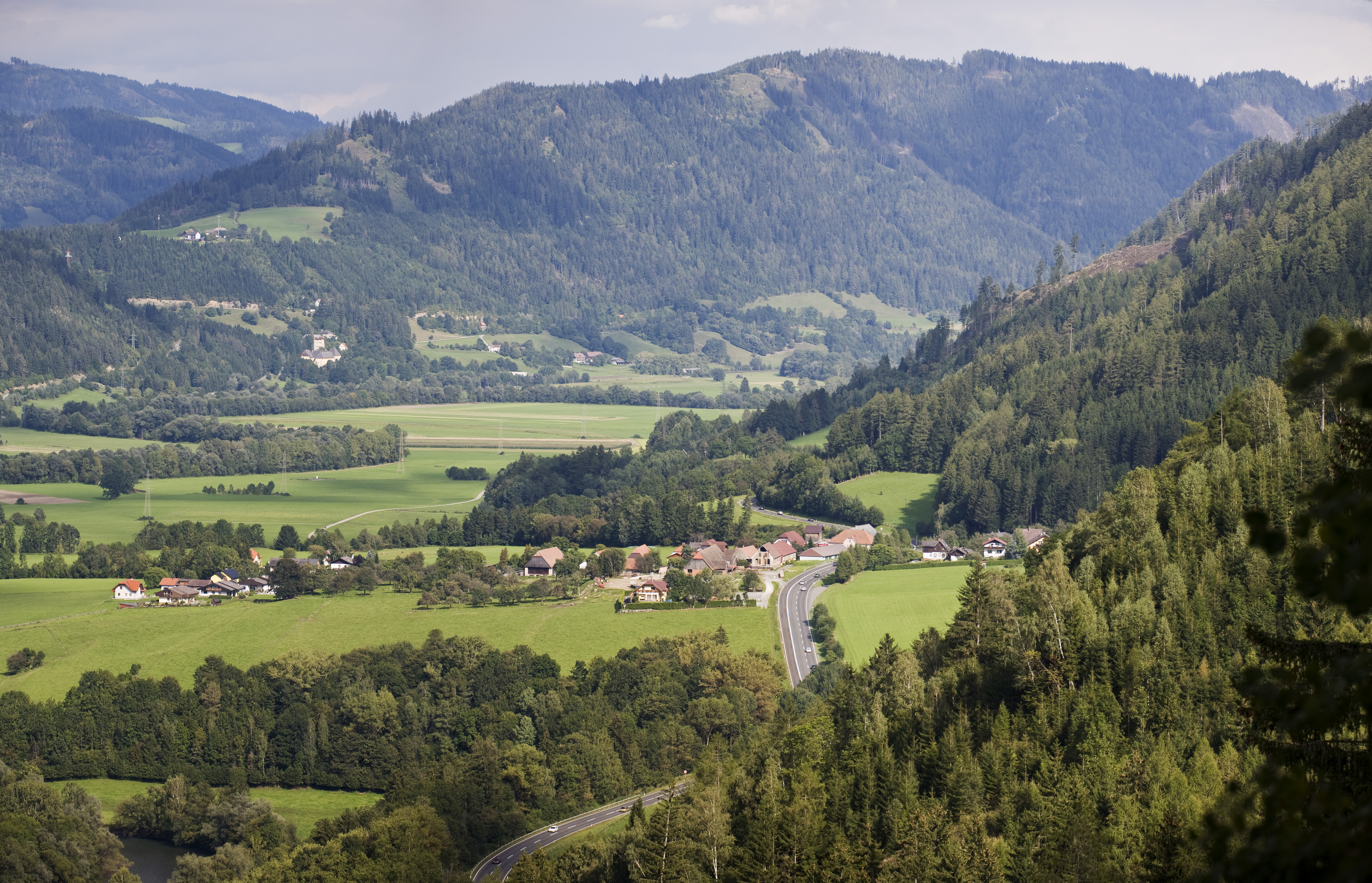
Die Ortschaft Wöll von Westen

### Nachbargemeinden
|                     | Pölstal                                     | Pöls-Oberkurzheim        |
| Unzmarkt-Frauenburg | Kompassrose, die auf Nachbargemeinden zeigt |                          |
|                     | Scheifling (MT)                             | Sankt Peter ob Judenburg |

## Geschichte
Eine frühe Besiedlung beweist ein bei Scheiben gefundenes Schwert aus der Bronzezeit. Die Norische Straße, die schon vor Christi Geburt Italien über den Pyhrnpass mit dem Donauraum verband, führte durch das Gemeindegebiet. Die Römer errichteten in der Nähe von Nußdorf eine Poststation. Erstmals urkundlich erwähnt wurde Sancto Georio (Sankt Georgen) im Jahr 1277.
Die politische Gemeinde Sankt Georgen ob Judenburg wurde 1849/50 errichtet und umfasste ursprünglich das Gebiet der Katastralgemeinde Sankt Georgen. Durch Vereinigung der Gemeinden Pichlhofen, Sankt Georgen ob Judenburg, Scheiben und Wöll wurde mit 1. Jänner 1961 die heutige Gemeinde Sankt Georgen ob Judenburg gebildet.

### Bevölkerungsentwicklung
War der Rückgang der Einwohnerzahl in der zweiten Hälfte des 20. Jahrhunderts gering, so stieg diese um die Jahrtausendwende stark an. Grund dafür ist, dass die Abwanderung stärker und die Geburtenbilanz negativ wurden. Der Rückgang betrifft die Jugend besonders stark. Der Anteil der unter Fünfzehnjährigen sank von 2001 bis 2019 um 30,6 Prozent, die über Fünfundsechzigjährigen nahmen im gleichen Zeitraum um 19,1 Prozent zu.

## Kultur und Sehenswürdigkeiten

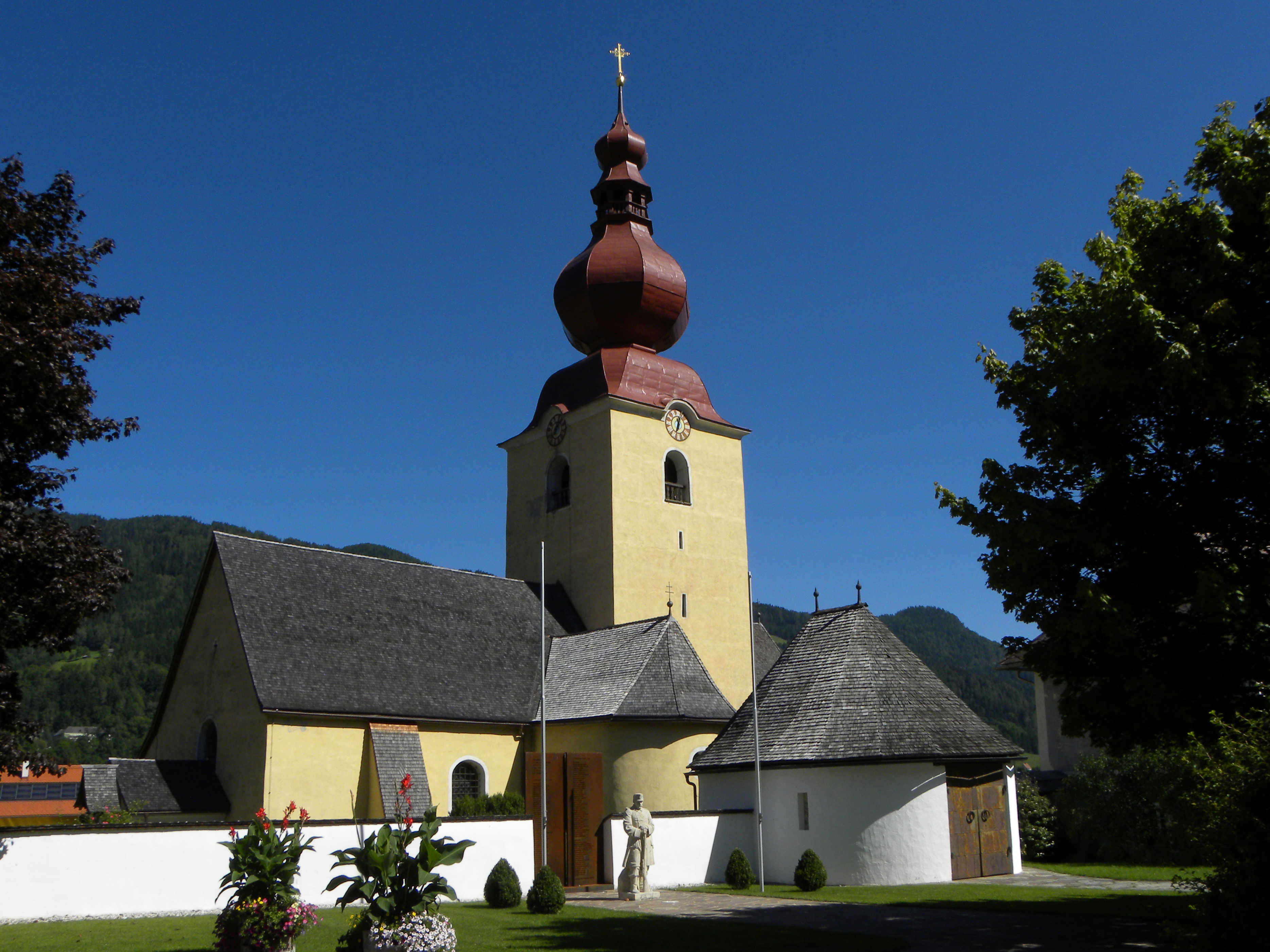
Pfarrkirche St. Georgen ob Judenburg

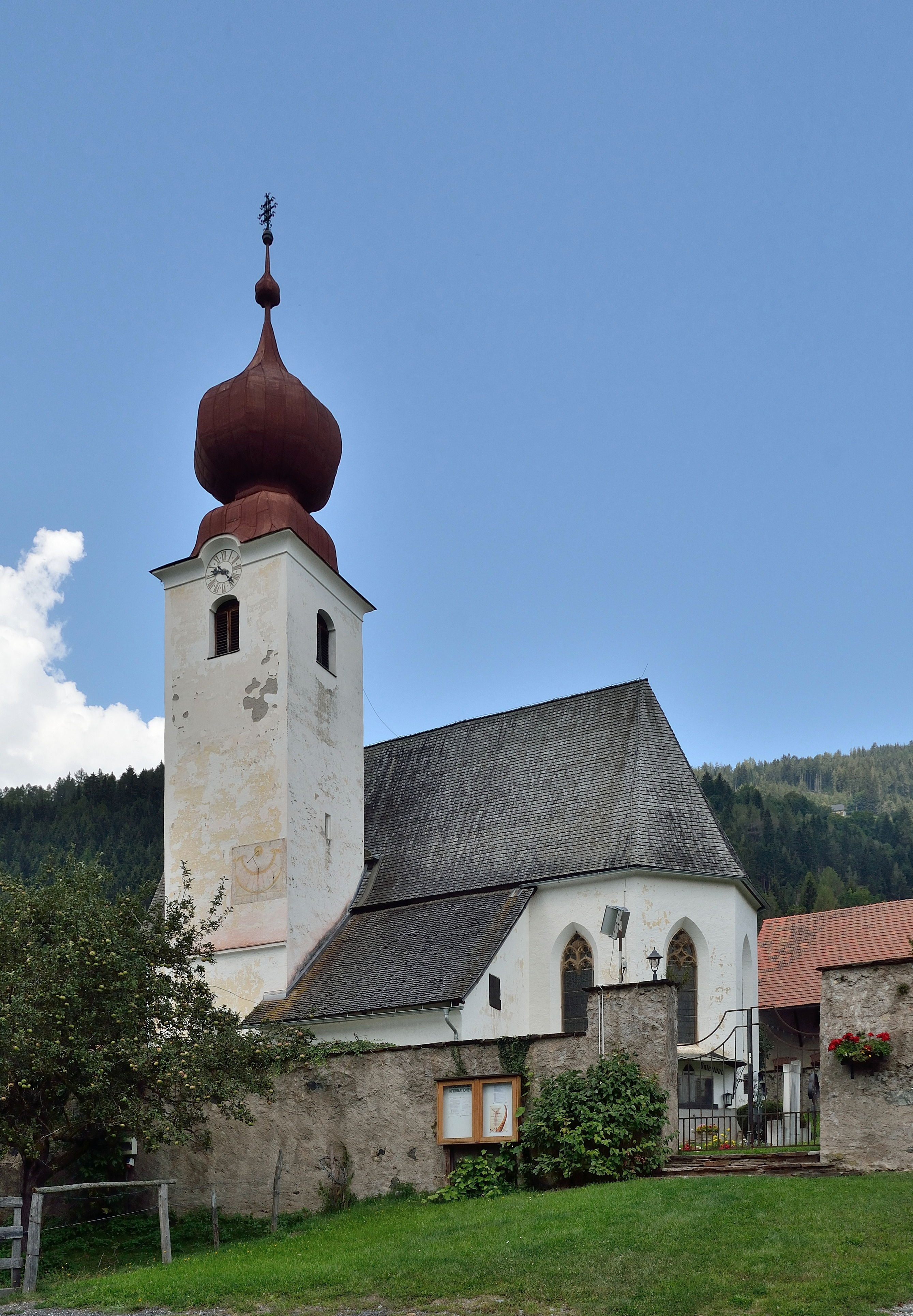
Pfarrkirche Scheiben

- Schloss Pichlhofen und Rauchstubenhaus Pichlhofen
- Katholische Pfarrkirche St. Georgen ob Judenburg: 1989 wurden bedeutende spätromanischen Fresken mit Zackenstil aufgedeckt und restauriert.
- Katholische Pfarrkirche Scheiben hl. Johannes der Täufer

## Wirtschaft und Infrastruktur

### Wirtschaftssektoren
Die folgende Tabelle zeigt die Entwicklung der Anzahl der Betriebe und der Beschäftigten in den Wirtschaftssektoren:
| Wirtschaftssektor            | Anzahl Betriebe | Anzahl Betriebe | Anzahl Betriebe | Erwerbstätige | Erwerbstätige | Erwerbstätige |
| Wirtschaftssektor            | 2021            | 2011            | 2001            | 2021          | 2011          | 2001          |
| ---------------------------- | --------------- | --------------- | --------------- | ------------- | ------------- | ------------- |
| Land- und Forstwirtschaft 1) | 36              | 64              | 70              | 80            | 51            | 61            |
| Produktion                   | 10              | 6               | 5               | 48            | 24            | 22            |
| Dienstleistung               | 34              | 30              | 27              | 42            | 109           | 149           |

1) Betriebe mit Fläche in den Jahren 2010 und 1999, Arbeitsstätten im Jahr 2021

### Verkehr
- Bahn: Der Haltepunkt St. Georgen ob Judenburg an der Rudolfsbahn liegt nördlich der Mur in der Katastralgemeinde Pichldorf.
- Straße: Der Ort liegt an der Friesacher Straße B317.

### Bildung
In Sankt Georgen gibt es einen Kindergarten und eine Volksschule.

### Gesundheit
Für die medizinische Versorgung der Bevölkerung steht ein praktischer Arzt zur Verfügung.

## Politik
Seit 2015 hat der Gemeinderat 9 Mitglieder.
- Mit den Gemeinderatswahlen in der Steiermark 2000 hatte der Gemeinderat folgende Verteilung: 9 ÖVP, 5 SPÖ und 1 FPÖ. (15 Mitglieder)
- Mit den Gemeinderatswahlen in der Steiermark 2005 hatte der Gemeinderat folgende Verteilung: 9 ÖVP und 6 SPÖ.[15] (15 Mitglieder)
- Mit den Gemeinderatswahlen in der Steiermark 2010 hatte der Gemeinderat folgende Verteilung: 12 ÖVP und 3 SPÖ.[16] (15 Mitglieder)
- Mit den Gemeinderatswahlen in der Steiermark 2015 hatte der Gemeinderat folgende Verteilung: 5 ÖVP und 4 SPÖ.[17]
- Mit den Gemeinderatswahlen in der Steiermark 2020 hat der Gemeinderat folgende Verteilung: 7 ÖVP und 2 SPÖ.[18]

### Bürgermeister
- seit 1999 Hermann Hartleb (ÖVP)[19]

### Wappen
„In Rot über einem gestürzten links gewendeten silbernen Seesteinbock ein schreitendes silbernes Pferd, pfahlweise überdeckt mit einer silbernen Lanze mit silberner Fahne, darauf ein rotes Kreuz“.
Die Verleihung des Gemeindewappens erfolgte mit Wirkung vom 1. Oktober 1989.

## Persönlichkeiten

### Ehrenbürger der Gemeinde
- 1933 Johann Irregger
- 1933 Ignaz Weiß
- 1972 Hermann Romirer, Alt-Bürgermeister
- 1990 Josef Krainer (1930–2016), Landeshauptmann
- 2013 Hermann Hartleb (* 1953), Bürgermeister seit 1999, Abgeordneter zum Steiermärkischen Landtag 2012–2018

### Söhne und Töchter der Gemeinde
- Anna Maria Primavesi (1920–2020)[20] geb. Conrad, Agrarökologin, seit 1948 in Brasilien
- Sigmund Steiner (* 1978), Filmregisseur

### Personen mit Bezug zur Gemeinde
- Herfried Sabitzer (* 1969), Fußballspieler und -trainer
- Gerald Forcher (* 1977), Abgeordneter zum Salzburger Landtag seit 2018
- Klaus Bachler (* 1991), Rennfahrer